# Christophe Gardié
Christophe Gardié est un footballeur français né le 21 novembre 1964 à Arras, qui évolua au poste de gardien de but de 1984 à 2002.
Il est actuellement l'entraîneur des gardiennes de la section féminine du Racing Club de Lens.

## Biographie

### Carrière de joueur
Christophe Gardié est formé au RC Lens. De 1981 à 1983 il est sous contrat stagiaire. En mai 1983 il est finaliste de la Coupe Gambardella avec le RC Lens.
Il termine sa carrière au Stade lavallois, y jouant plus de 200 matches dont une demi-finale de Coupe de France face à Nice en 1997. En cours de saison 2001-2002 il se voit retirer son brassard de capitaine par Victor Zvunka puis est écarté du groupe à la suite d'un différend concernant les primes de matches. Zvunka souhaite préparer l'après-Gardié et voir jouer Jérôme Hiaumet, son second gardien.

### Carrière d'entraîneur

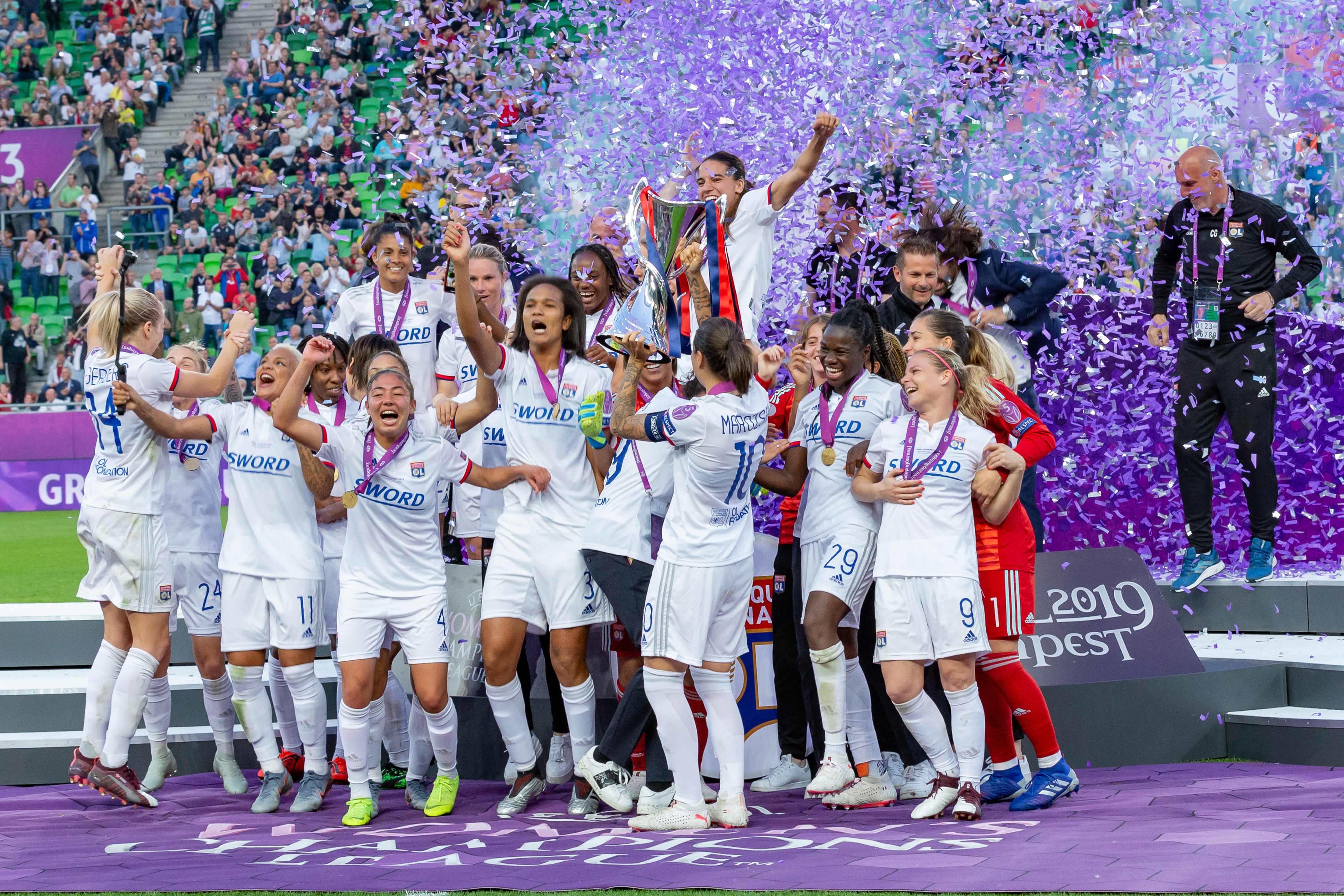
Christophe Gardié (à droite) en 2019, lors de la victoire de l'Olympique lyonnais féminin en Ligue des champions.

En mars 2003 il obtient le diplôme d'entraîneur de football (DEF). En mai 2005, après trois sessions de formation et un module d'examens au CTNFS Clairefontaine, il obtient le certificat d'entraîneur spécialiste gardien de but (CEGB).
Après avoir été entraîneur de l'équipe réserve du RC Lens, il intègre le Toulouse FC en tant qu'entraîneur des gardiens de l'équipe pro lors de l'intersaison 2008.
De 2017 à 2023, il entraîne les gardiennes de l'équipe féminine de l'OL. Il rejoint ensuite en tant qu'entraîneur des gardiennes l'équipe féminine du RC Lens.

## Clubs successifs
- 1984-1989 :  RC Lens
- 1989-1990 :  EA de Guingamp
- 1990-1992 :  FC Sochaux
- 1992-1993 :  CS Louhans-Cuiseaux
- 1993-1996 :  Perpignan
- 1996-2002 :  Stade lavallois

## Palmarès
- Finaliste de la Coupe Gambardella en 1983 avec le RC Lens

## Statistiques
- 79 matchs en Division 1
- 367 matchs en Division 2